# Хартман I (Вюртемберг)
Хартман I фон Вюртемберг (на немски: Hartmann I von Wuerttemburg; * ок. 1160; † ок. 1240) от Дом Вюртемберг, е граф на Вюртемберг от 1181 до 1240 г. заедно с брат си Лудвиг III (от 1194 до 1241 г.).

## Биография
Той е първият син на граф Лудвиг II фон Вюртемберг (1137 – 1181) и съпругата му Вилибирг фон Кирхберг-Балцхайм (1142 – 1179), дъщеря на граф Хартман III фон Кирхберг († сл. 1198). Брат е на Лудвиг III (1166 – 1241).
Хартман придружава крал Ото IV до Рим за неговото короноване за император на 21 октомври 1209 г., и е споменаван често като свидетел в издадените императорски документи в Италия. След издигането на Фридрих II фон Хоенщауфен за крал и император, той заедно с брат си подкрепя Хоенщауфените. Двамата са при важни имперски преговори при Фридрих II и неговия син и съ-крал Хайнрих (VII).
Хартман се жени за дъщеря наследничка на граф Волфрад I фон Феринген в Горна Швабия и съпругата му Берхун фон Кирхберг († пр. 1220), вдовица на Витегов фон Албек († сл. 1190), и управлява там земите им. Той купува там Алтсхаузен, замък Алт-Феринген и други собствености.

## Деца
Хартман има децата:
- Конрад фон Вюртембург-Грюнинген († 1228/1239), граф на Вюртембург-Грюнинген, женен за фон Кирхберг
- дъщеря, омъжена за фон Гунделфинген
- ? Вилибирг († 1252), омъжена за граф Вилхелм I фон Тюбинген-Гисен († 1256)
- Херман I фон Вюртемберг (* ок. 1190; † 1231/1236), женен за Ирменгард фон Ултен